# Рецидив преступлений
Рециди́в преступле́ний в уголовном праве — совершение лицом нового преступления после осуждения за предыдущее деяние в случае, если судимость не снята и не погашена в установленном законом порядке. Как правило, рецидив влечёт за собой усиление мер уголовной ответственности. Сами многократно судимые преступники в русском языке получили неофициальное наименование — «рецидивисты». Так же к этому слову добавляется тип преступника, например, вор-рецидивист, угонщик-рецидивист и так далее.

## Рецидив в уголовном законодательстве стран мира
Понятие рецидива известно уголовному законодательству многих стран мира. Некоторые уголовные кодексы содержат определение данного термина: так, в УК Испании в главе VI «Обстоятельства, отягчающие уголовную ответственность» к таковым относится рецидив, который определяется следующим образом: «Рецидив имеет место, когда до совершения преступления виновный был осужден уже за преступление такого же характера, предусмотренное тем же разделом данного Уголовного кодекса» (п. 8 ст. 23). Снятая судимость рецидив исключает. Определения рецидива имеются также в УК Узбекистана, Киргизии, Республики Беларусь и др.
Даже если этот термин в уголовном законодательстве не употребляется, всё равно рецидив может учитываться при назначении наказания. Так обстоит дело в УК Германии, Польши, Франции. В федеральном уголовном законодательстве США и УК большинства штатов предусматривается более строгая ответственность для «закоренелых преступников», которыми, согласно ст. 3575 титула 18 Свода законов США, могут быть признаны лица, достигшие 21 года, дважды осуждавшиеся к лишению свободы сроком более года за любую фелонию (преступление, наказываемое тюремным заключением на срок более года) и вновь совершившие любую фелонию.

## Виды рецидива
Рецидив принято разделять на общий и специальный:
- Общий рецидив предусматривает совершение лицом разнородных преступлений.
- Специальный рецидив предусматривает совершение лицом однородных или одинаковых преступлений.

Также выделяют пенитенциарный рецидив, который представляет собой совершение преступления в местах лишения свободы.
Криминологический рецидив, который охватывает всех лиц, совершивших преступления, независимо от их освобождения от уголовной ответственности либо наказания, от сроков давности и наличия судимостей.
К специфическим характеристикам рецидивной преступности относятся: кратность рецидива (число повторных преступлений); интенсивность рецидива; специализация рецидива (совершение однотипных преступлений — основа криминального профессионализма); дифференциация рецидива (степень неоднородности совершаемых лицом преступлений). Дифференциация рецидивной преступности характеризуется переходом лица от одного вида преступной деятельности к другому.

## Рецидив в уголовном праве России
Рецидив преступлений учитывается судом при назначении наказания, а также может иметь иные последствия, предусмотренные законодательством. Рецидив влечёт за собой усиление мер уголовной ответственности, либо (в случае если предыдущее наказание ещё не отбыто) применение правил назначения наказаний по совокупности приговоров. До 2003 года рецидив также учитывался в статьях особенной части УК РФ в качестве квалифицирующего признака отдельных составов преступлений. Федеральным законом от 29 февраля 2012 года совершение преступления ранее судимым лицом было включено в качестве квалифицирующего признака в статьи о половых преступлениях.
Признание в действиях лица рецидива преступлений при наличии всех признаков рецидива определённого вида является обязанностью суда. Рецидив является отягчающим наказание обстоятельством. При этом при отсутствии смягчающих обстоятельств лицу назначается наказание не ниже одной третьей части максимального срока наиболее строгого вида наказания, предусмотренного соответствующей статьёй Особенной части УК РФ (ч. 2 ст. 68 УК РФ).
Рецидив влияет также на выбор исправительного учреждения, в котором будет отбываться наказание в виде лишения свободы: мужчины при рецидиве и опасном рецидиве преступлений отбывают наказание в исправительных колониях строгого режима, а при особо опасном рецидиве преступлений — в исправительных колониях особого режима или тюрьмах. На выбор места лишения свободы женщин рецидив не влияет.

### Виды рецидива
Уголовный Кодекс РФ знает три вида рецидива:
1. Простой рецидив. Совершение умышленного преступления лицом, имеющим судимость за ранее совершенное умышленное преступление. При простом рецидиве не имеет значения вид наказания, ранее назначавшегося лицу.
2. Опасный рецидив имеет место в следующих случаях:
  - тяжкое преступление, за которое лицо осуждается к реальному лишению свободы, + два или более преступления средней тяжести, за которые лицо было осуждено ранее;
  - тяжкое преступление + тяжкое или особо тяжкое, за которое лицо осуждалось к реальному лишению свободы.
3. Особо опасный рецидив имеет место в следующих случаях:
  - тяжкое преступление, за которое лицо осуждается к реальному лишению свободы, + два тяжких, за которые лицо осуждалось к реальному лишению свободы;
  - особо тяжкое преступление + два тяжких или одно особо тяжкое.

### Назначение наказания при рецидиве
Уголовный Кодекс РФ устанавливает, что:
- Срок наказания при любом виде рецидива преступлений не может быть менее одной третьей части максимального срока наиболее строгого вида наказания, предусмотренного за совершенное преступление (если отсутствуют смягчающие обстоятельства).
- При назначении наказания при рецидиве, опасном рецидиве или особо опасном рецидиве преступлений учитываются характер и степень общественной опасности ранее совершенных преступлений, обстоятельства, в силу которых исправительное воздействие предыдущего наказания оказалось недостаточным, а также характер и степень общественной опасности вновь совершенных преступлений.
- При опасном либо особо опасном рецидиве преступлений не применяется условное осуждение.

### Судимости, которые не учитываются при признании рецидива преступлений
При признании рецидива не учитываются:
1. Судимости, которые были аннулированы в установленном законом порядке, то есть сняты или погашены, в том числе в результате амнистии или помилования.
2. Судимости за умышленные преступления небольшой тяжести.
3. Судимости за неосторожные преступления.
4. Судимости за преступления, совершённые лицом в возрасте до восемнадцати лет.
5. Судимости за преступления, осуждение за которые признавалось условным, если испытательный срок при этом не отменялся и лицо не направлялось в места лишения свободы для исполнения наказания.
6. Судимости, по которым предоставлялась отсрочка исполнения приговора, если отсрочка исполнения приговора не отменялась, и лицо не направлялось в места лишения свободы для отбывания наказания.